# Монтескудо
Монтеску̀до (на италиански: Montescudo, на местен диалект Montscùdli, Монтъскудъли) е малко градче в северна Италия, община Монтескудо-Монте Коломбо, провинция Римини, регион Емилия-Романя. Разположено е на 386 m надморска височина.